# Lijst van Cycloramphidae
Onderstaand een lijst van alle soorten kikkers uit de familie Cycloramphidae. Er zijn 36 soorten in drie geslachten. De lijst is gebaseerd op Amphibian Species of the World.
Familie Cycloramphidae
- Cycloramphus acangatan
- Cycloramphus asper
- Cycloramphus bandeirensis
- Cycloramphus bolitoglossus
- Cycloramphus boraceiensis
- Cycloramphus brasiliensis
- Cycloramphus carvalhoi
- Cycloramphus catarinensis
- Cycloramphus cedrensis
- Cycloramphus diringshofeni
- Cycloramphus dubius
- Cycloramphus duseni
- Cycloramphus eleutherodactylus
- Cycloramphus faustoi
- Cycloramphus fuliginosus
- Cycloramphus granulosus
- Cycloramphus izecksohni
- Cycloramphus juimirim
- Cycloramphus lithomimeticus
- Cycloramphus lutzorum
- Cycloramphus migueli
- Cycloramphus mirandaribeiroi
- Cycloramphus ohausi
- Cycloramphus organensis
- Cycloramphus rhyakonastes
- Cycloramphus semipalmatus
- Cycloramphus stejnegeri
- Cycloramphus valae
- Thoropa lutzi
- Thoropa megatympanum
- Thoropa miliaris
- Thoropa petropolitana
- Thoropa saxatilis
- Thoropa taophora
- Zachaenus carvalhoi
- Zachaenus parvulus